# Stylopoma incomptum
Stylopoma incomptum är en mossdjursart som beskrevs av Tilbrook 200. Stylopoma incomptum ingår i släktet Stylopoma och familjen Schizoporellidae. Inga underarter finns listade i Catalogue of Life.